# Helene Olafsen
Helene Olafsen (Oslo, 21 febbraio 1990) è un'ex snowboarder norvegese.

## Biografia
Specialista di halfpipe, slopestyle e snowboard cross, ha esordito in Coppa del Mondo di snowboard l'8 marzo 2007 a Lake Placid, negli Stati Uniti.

## Palmarès

### Mondiali
- 3 medaglie:
  - 1 oro (snowboard cross a Gangwon 2009)
  - 2 bronzi (snowboard cross ad Arosa 2007; snowboard cross a Stoneham 2013)

### Winter X Games
- 3 medaglie:
  - 2 argenti (snowboard cross ad Aspen 2009; snowboard cross ad Aspen 2010)
  - 1 bronzo (snowboard cross ad Aspen 2014)

### Mondiali juniores
- 2 medaglie:
  - 2 argenti (snowboard cross a Vivaldi Park 2006; big air a Valmalenco 2008)

### Coppa del Mondo
- Miglior piazzamento nella Coppa del Mondo generale di snowboard: 4ª nel 2010
- Miglior piazzamento nella Coppa del Mondo di snowboard cross: 2ª nel 2010
- 13 podi:
  - 4 vittorie
  - 4 secondi posti
  - 5 terzi posti

#### Coppa del Mondo - vittorie
| Data             | Luogo     | Paese    | Disciplina |
| ---------------- | --------- | -------- | ---------- |
| 17 marzo 2007    | Stoneham  | Canada   | SBX        |
| 1º febbraio 2008 | Leysin    | Svizzera | SBX        |
| 15 gennaio 2010  | Veysonnaz | Svizzera | SBX        |
| 19 marzo 2010    | La Molina | Spagna   | SBX        |

Legenda:

SBX = Snowboard cross